# Mohammad Salar Khan
Mohammad Salar Khan (geboren am 2. März 1924 in Kakinada, Präsidentschaft Madras, Britisch-Indien; gestorben am 20. September 2002 in Dhaka) war ein bangladeschischer Botaniker und Hochschullehrer.
Sein botanisches Autorenkürzel lautet „M.S.Khan“.

## Werdegang
Mohammad Salar Khan studierte an der Aligarh Muslim University in den damaligen United Provinces (heute Uttar Pradesh) Botanik und graduierte 1947 zum Master of Science. 1950 trat er als Lecturer in den Dienst der botanischen Fakultät der University of Dhaka, in der er bis 1991 als Lecturer, Senior Lecturer, Associate Professor und Professor lehrte. 1962 promovierte er an der University of Edinburgh mit einer Dissertation über die Taxonomie der Gefäßpflanzen zum Ph.D.
Während seines Doktorandenstudiums in Großbritannien in den frühen 1960er Jahren nahm Khan an einer botanischen Expedition der University of Oxford in die westliche Türkei teil. Nach seiner Rückkehr nach Dhaka widmete Khan sich der Erforschung der Gefäßpflanzenflora Bangladeschs. Khan war entscheidend an der Gründung des Bangladesh National Herbarium beteiligt. Zu seinen mehr als 150 wissenschaftlichen Publikationen gehören die Erstbeschreibungen von 19 Arten. Neben seinen eigenen Forschungen war Khan Herausgeber der ersten 57 Bände der Flora of Bangladesh, die als vollständiges Inventar der Pflanzen des Landes angelegt ist. In späteren Jahren engagierte sich Khan für den Schutz der Biodiversität Bangladeschs und unterstützte die IUCN, auch als Mitherausgeber einer der ersten Roten Listen des Landes. 1988 wurde Khan in die Linnean Society of London gewählt.

## Dedikationsnamen (Auswahl)
- Alocasia salarkhanii[3]
- Bambusa salarkhanii
- Persicaria salarkhanii (Hassan)[4]
- Zingiber salarkhanii[5]

## Veröffentlichungen (Auswahl)
- M. S. Khan (Hrsg.): Flora of Bangladesh, Bände 1 bis 57, Bangladesh National Herbarium, Bangladesh Agricultural Research Council, Dhaka 1975-2007
- M. S. Khan und Mahbuba Halim: Aquatic Angiosperms of Bangladesh. Bangladesh National Herbarium, Bangladesh Agricultural Research Council, Dhaka 1987, OCLC 716228715.
- M. S. Khan, M. Matiur Rahman und M. Arshad Ali (Hrsg.): Red Data Book of Vascular Plants of Bangladesh. Bangladesh National Herbarium, Dhaka 2001, ISBN 984-32-0128-0.